# ويلفريد كانون
ويلفريد كانون (بالفرنسية: Wilfried Kanon)‏ (مواليد 6 يوليو 1993) هو لاعب كرة قدم إفواري.

## ألقاب

### المنتخب
ساحل العاج
- كأس الأمم الأفريقية: 2015

## روابط خارجية
- ويلفريد كانون على موقع قاعدة بيانات كرة القدم.إي يو (الإنجليزية)
- ويلفريد كانون على موقع ناشيونال فوتبول تيمز (الإنجليزية)
- ويلفريد كانون على موقع Soccerway.com (الإنجليزية)
- ويلفريد كانون على موقع عالم كرة القدم.نت (الإنجليزية)
- ويلفريد كانون على موقع كووورة
- ويلفريد كانون على موقع AS.com (الإسبانية)

- صحفة اللاعب على Voetbal (بالهولندية)